# Фара-Сан-Мартино
Фара-Сан-Мартино (итал. Fara San Martino) — коммуна в Италии, расположена в регионе Абруццо, подчиняется административному центру Кьети.
Население составляет 1623 человека, плотность населения составляет 38 чел./км². Занимает площадь 43 км². Почтовый индекс — 66015. Телефонный код — 0872.